# Petchénègue
Cet article concerne la langue petchenègue. Pour le peuple petchenègue, voir Petchenègues.
Le petchenègue (ou petchénègue) est une langue turque morte, anciennement parlée par les Petchenègues.

## Une langue faiblement documentée
Nous ne possédons ni textes, ni vocabulaires de la langue. Notre connaissance du petchénègue se limite à des noms propres, noms de tribus, de personnes et de lieux.
Le petchénègue faisait très probablement partie des langues oghouzes.

## Sources
- (fr) Györffi, G., Monuments du lexique petchénègue, Acta Orientalia Academaiae Scientarum Hungaricae, XVIII/1-2, pp. 73-81, 1965.